# Семенюк Юрій Геннадійович
Юрій Геннадійович Семенюк (нар. 12 травня 1994) — український волейболіст, що грає на позиції центрального блокувальника, гравець збірної України та польського клубу «Проєкт».

## Життєпис
Трудову діяльність починав в Ашані. Потім захопився волейболом, яким почав займатися у 20 років.
Спортивну кар'єру починав із клубом «Барком-Кажани» на позиції центрального блокуючого. Разом із ВК «Барком-Кажани» виграв Кубок України з волейболу.
Разом зі збірною України грав у Євролізі у 2017, де у фіналі обіграли збірну Північної Македонії 3-1. 
Сезон 2019/2020 провів у складі багаторазового чемпіона Бельгії — клубу «Ґрінярд» (Маасейк) (головний тренер — Джоел Бенкс, серед одноклубників — Юнас Квален, Ян Ціммерманн, Ренее Теппан).
У сезоні 2020—2021 повернувся до «Баркому-Кажанів», став капітаном команди. Виграв усі найвищі нагороди України, Суперкубок України, Кубок України і Чемпіонат України.
Після цього підписав угоду з клубом «Чарні» з Радома, однак СК «Епіцентр-Подоляни» після перемовин із Юрієм викупив його контракт. У сезоні 2021—2022 допоміг виграти чемпіонат України. У серпні-вересні 2022 у складі збірної України зайняв 7 місце на чемпіонаті світу 2022.
У ЗМІ інформація про те, що Юрій сезон 2022—2023 може розпочати у Плюс Лізі в команді «Проєкт» із Варшави, появилася у травні 2022 року, а про те, що він став гравцем столичного клубу — у вересні 2022. Виборовши право грати в плей-оф Плюс Ліги, посіли 5 місце, поступившись у чвертьфіналі «Групі Азоти ЗАКСА» у серії 2—3. 
У сезоні 2023—2024 продовжив грати за «Проєкт», з яким у лютому 2024 року виборов свій перший євротрофей — Кубок виклику ЄКВ. Юрія визнали найкращим гравцем в обох фінальних іграх проти італійського «Веро Воллею» (Монца). На турнірі провів 9 матчів і набрав 57 очок.

## Досягнення

### Клубні
Україна 
- Чемпіон України (3): 2018–2019, 2020–2021, 2021–2022.
- Срібний призер України (2): 2016–2017, 2022–2023.
- Переможець Кубка України (4): 2016-2017, 2018-2019, 2020-2021, 2022-2023.
- Переможець Суперкубка України (3): 2016, 2018, 2020.

 Бельгія
- Срібний призер Бельгії: 2019-2020.
- Фіналіст Кубка Бельгії: 2019-2020.

 Польща 
- Срібний призер чемпіонату Польщі: 2023-2024.
- Переможець Кубка виклику ЄКВ: 2023-2024.

### У збірній
- Чемпіон Євроліги (2): 2017, 2024.
- Срібний призер Євроліги (2): 2021, 2023.
- Бронзовий призер Кубка Претендентів: 2023.

### Індивідуальні
- Найкращий центральний блокуючий Кубка України 2016-2017.
- Найкращий центральний блокуючий Чемпіонат України 2018–19.
- MVP Суперкубку України 2018.
- Найкращий блокуючий Чемпіонату Європи 2019.
- Найкращий нападник Бельгійської ліги 2019/2020.
- Найкращий блокуючий Чемпіонату України 2020–2021.
- Найкращий блокуючий Євроліги 2023.
- MVP фіналу Кубка виклику ЄКВ 2024[12].

## Статистика
В єврокубках:
| Сезон   | Клуб                | Турнір         | Ігри | Сети | Очки | Ср.  | Примітки |
| ------- | ------------------- | -------------- | ---- | ---- | ---- | ---- | -------- |
| 2016/17 | «Барком-Кажани»     | Кубок ЄКВ      | 2    | 8    | 12   | 1,5  |          |
| 2018/19 | «Барком-Кажани»     | Кубок ЄКВ      | 2    | 8    | 26   | 3,25 |          |
| 2019/20 | «Маасейк»           | Ліга чемпіонів | 6    | 25   | 55   | 2,2  |          |
| 2020/21 | «Барком-Кажани»     | Кубок виклику  | 1    | 5    | 14   | 2,8  |          |
| 2021/22 | «Епіцентр-Подоляни» | Кубок виклику  | 4    | 17   | 59   | 3,47 |          |
| 2023/24 | «Проєкт» (Варшава)  | Кубок виклику  | 9    | 25   | 57   | 2,28 |          |
| 2024/25 | «Проєкт» (Варшава)  | Ліга чемпіонів | 8    | 23   | 67   | 2,91 |          |